# Gary Cohn

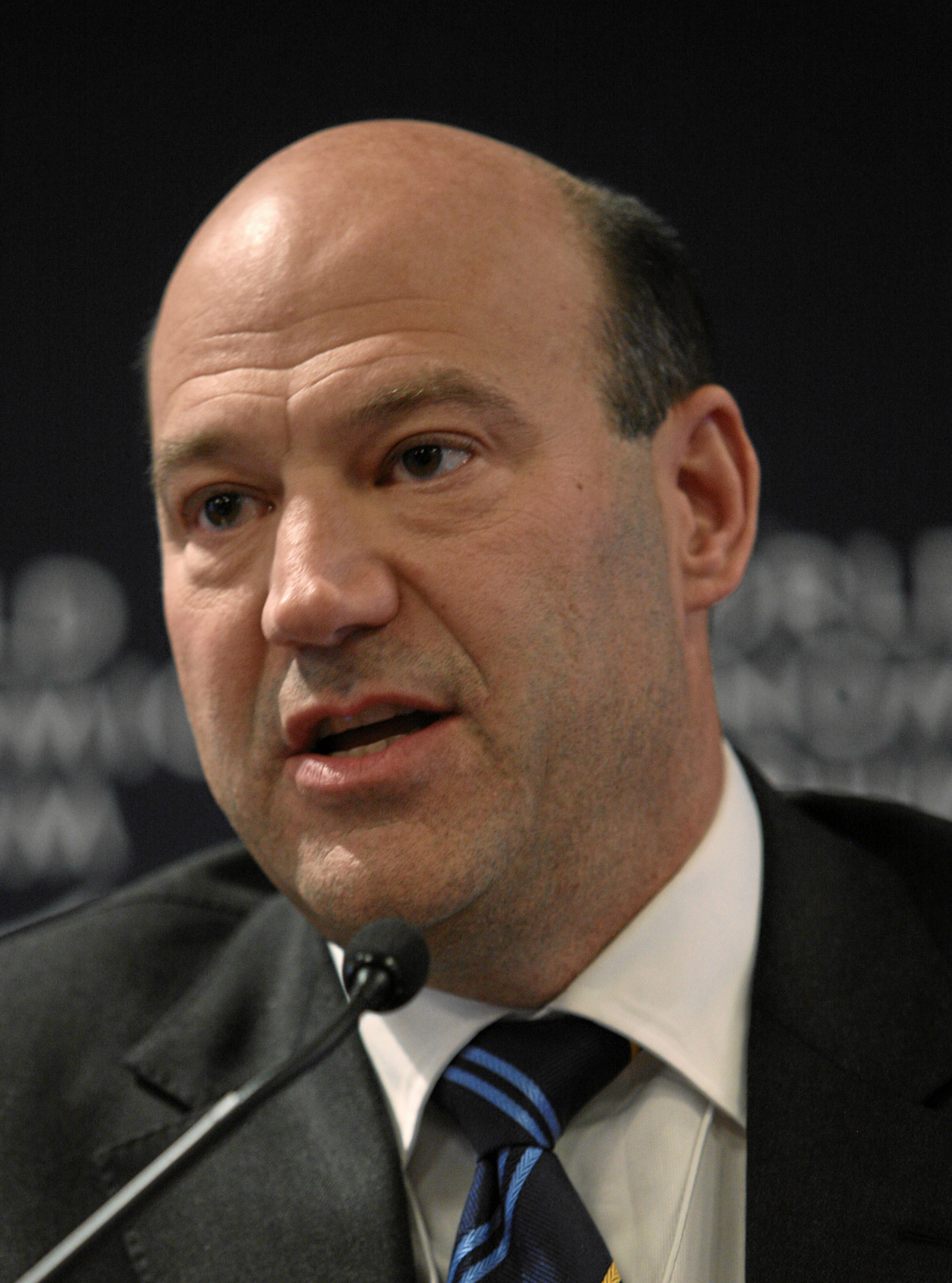
Cohn während des WEFs 2010

Gary David Cohn (* 27. August 1960 in Shaker Heights, Ohio) ist ein amerikanischer Investmentbanker, ehemaliger COO von Goldman Sachs und war von 2017 bis 2018 Direktor des Nationalen Wirtschaftsrates (National Economic Council) unter Präsident Trump. Am 6. März 2018 trat er infolge von Trumps Entscheidung bezüglich Strafzöllen auf Importe zurück. Nach seinem Dienst im Weißen Haus wurde Cohn Berater und Risikokapitalinvestor für Unternehmen, die in den Bereichen Cybersicherheit, Blockchain-Infrastruktur und Medizintechnik tätig sind. Gegenwärtig ist er Mitglied des Beirats von Hoyos Integrity, einem Start-up-Unternehmen, welches biometrische Blockchain-Technologie für sichere Kommunikation und digitale Zahlungen einsetzt. Cohn ist auch Vorsitzender des Beirats von Pallas Advisors, einer strategischen Sicherheitsberatung mit Sitz in Washington, D.C.
Am 5. Januar 2021 wurde Cohn zum stellvertretenden Vorsitzenden von IBM ernannt.

## Familie und Ausbildung

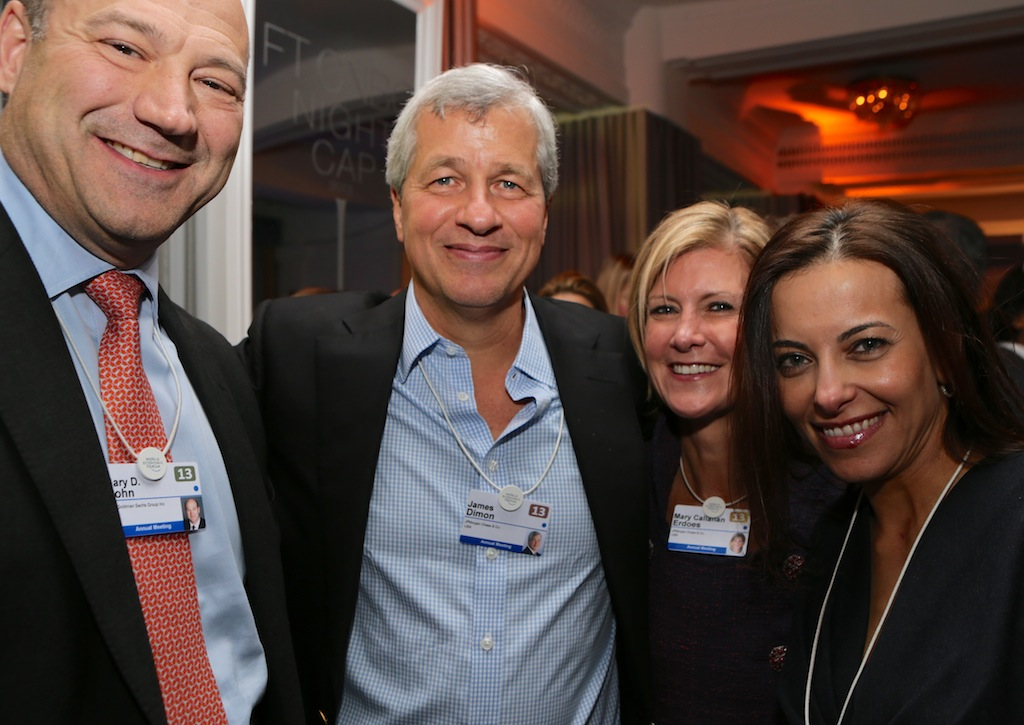
Gary Cohn mit Jamie Dimon, Mary Callahan Erdoes und Dina Habib Powell (2013)

Cohn wurde in eine osteuropäisch-jüdische Familie hineingeboren und wuchs in Shaker Heights, Ohio, auf. Sein Vater Viktor war zunächst Elektriker und später Immobilienmakler. Schon in jungen Jahren wurde bei Cohn Legasthenie diagnostiziert, und er besuchte bis zur sechsten Klasse vier Schulen. Cohns Erfahrungen mit Legasthenie in seiner Kindheit wurden in dem Buch David und Goliath von Malcolm Gladwell als Fallstudie dargestellt. Cohn absolvierte die Gilmore Akademie in Gates Mills, Ohio. Zwischen Herbst 1979 und Frühjahr 1982 besuchte er die Kogod School of Business in Washington, D.C. Seine Hauptfächer waren Finanzen, Immobilien und Stadtentwicklung. Cohn schloss sein Studium im Mai 1982 mit einem Bachelor of Science in Business Administration ab.
Cohn lebt in New York City und ist verheiratet mit Lisa Pevaroff-Cohn. Das Paar hat drei Töchter. Cohn ist als Mitglied der Demokratischen Partei registriert, aber auch für hohe Spenden an republikanische Politiker bekannt.

## Karriere im Investmentgeschäft
Erste berufliche Station war die Firma U.S. Steel in Cleveland, die er bald wieder verließ, um als freier Händler an der Warenterminbörse New York Mercantile Exchange (NYMEX) zu arbeiten. Cohn wurde 1990 bei Goldman Sachs eingestellt. 1994 wurde er Partner des Unternehmens. 1996 wurde er Leiter der Rohstoffabteilung und 2002 Leiter der Abteilung Fixed Income, Currency and Commodities (FICC). Im Jahr 2003 wurde er zum Co-Leiter des Bereichs Equities und im Januar 2004 zum Co-Leiter des globalen Wertpapiergeschäfts ernannt. Außerdem wurde er Präsident und Co-Chief Operating Officer und im Juni 2006 Direktor des Unternehmens. Während seiner Zeit bei Goldman Sachs war Cohn auch Mitglied des Verwaltungsrats und Vorsitzender des Konzernausschusses für Kunden- und Geschäftsstandards. Bei seiner Anhörung 2010 vor dem US-Kongress betonte er, Goldman Sachs habe in der Krise 1,2 Mrd. US-Dollar verloren. Er galt als designierter Nachfolger für Lloyd Blankfein.

## Berater des Präsidenten Trump
Am 20. Januar 2017 trat Cohn sein Amt als Direktor des National Economic Council (NEC) in der Administration von Präsident Donald Trump an, eine Position, die keiner Bestätigung durch den Kongress bedurfte. Am 11. Februar 2017 bezeichnete das Wall Street Journal Cohn als ein „wirtschaftspolitisches Kraftpaket“, und die New York Times nannte ihn Trumps „Schlüsselfigur in Fragen von Arbeitsplätzen, Wirtschaft und Wachstum.“
Nachdem Trumps Kandidat für das Amt des Finanzministers, Steven Mnuchin, am 12. Dezember 2016 bestätigt worden war, füllte Cohn das „Personalvakuum“ aus und trieb „Steuern, Infrastruktur, Finanzregulierung und die Ersetzung der Gesundheitsgesetze“ voran.
Für das Amt des Vorsitzenden des National Economic Council musste Cohn sich von allen Verbindungen zu Goldman Sachs trennen und erhielt deshalb seine Aktienanteile an der Firma ausgezahlt; deren Gesamtwert belief sich auf 285 Millionen Dollar. Cohn kündigte außerdem an, seine Beteiligung an der Industrial and Commercial Bank of China zu verkaufen. Diese war zu diesem Zeitpunkt die größte Bank der Welt (Stand: 2017), die damals mit 16 Millionen Dollar bewertet wurde.
Unter der Trump-Administration wurde Cohn von der Presse als Anhänger des Globalismus bezeichnet und erhielt Spitznamen wie „Globalist Gary“ und „Carbon Tax Cohn“. Zusammen mit Jared Kushner, Ivanka Trump und Dina Powell wurden sie von Gegnern als „Wall-Street-Flügel“ der Trump-Administration bezeichnet. Er wurde als Gegner der populistischen Fraktion bezeichnet, die von Steve Bannon angeführt wurde, als Bannon Chefstratege im Weißen Haus war.
Unter Cohns Ägide wurden, auch in Zusammenarbeit mit Finanzminister Steven Mnuchin (ebenfalls früher bei Goldman Sachs tätig), mehrere umfassende Steuerkürzungen für Unternehmen ausgearbeitet. Die Körperschaftsteuer wurde von 35 Prozent auf 21 Prozent gesenkt, was eine Steuerersparnis von rund 1 Milliarde US-Dollar für Goldman Sachs und 4 Milliarden für JPMorgan Chase bedeutet. Für US-Firmen, die ihre Gewinne in Steueroasen wie den Cayman Islands und Bermuda angelegt haben, wurde, so sie ihre Vermögen in die Vereinigten Staaten holen, der noch geringere Steuersatz von 15,5 Prozent festgelegt (eine Ersparnis von 50 Milliarden USD etwa für Apple, falls der Konzern die 252 Milliarden USD in die Vereinigten Staaten transferiert, die Ende 2017 offshore lagen). Die von Präsident Trump ursprünglich angekündigte Änderung der Besteuerung der Einkommen von Hedgefonds-Managern, die nicht der Einkommensteuer, sondern der niedrigeren Kapitalertragsteuer unterliegen, war in der von Cohn und Mnuchin ausgearbeiteten und vom Kongress beschlossenen Steuerreform nicht mehr enthalten. Im Bereich der Banken- und Finanzwirtschaft setzt er sich für Deregulierung und die Rücknahme weiter Teile des Dodd–Frank Acts ein, der in Reaktion auf die Finanzkrise 2007 im Jahr 2010 unter Präsident Obama beschlossen wurde.
In einem Artikel des Wall Street Journal aus dem Jahr 2019 verwies Cohn auf einen Anstieg des real verfügbaren Einkommens pro Haushalt um 6.000 US-Dollar sowie auf die Schaffung von sieben Millionen Arbeitsplätzen als Beweis für den Erfolg der Steuerreform.
Berichten zufolge erwog Cohn nach der Kundgebung in Charlottesville 2017 seinen Rücktritt aus dem Nationalen Wirtschaftsrat und kritisierte die Reaktion der Trump-Administration auf die Kundgebung mit den Worten: „Ich glaube, diese Administration kann und muss es besser machen, indem sie konsequent und unmissverständlich die weißen Rassisten verurteilt.“ Im August 2020 veröffentlichte Jim Sciutto ein Buch mit dem Titel „The Madman Theory“ (Die Verrückten-Theorie), in dem Cohn als Reaktion auf Donald Trumps Äußerung, dass es auf beiden Seiten der Proteste, zu denen auch weiße Rassisten gehörten, sehr gute Menschen gegeben habe, sagte: „Bürger, die sich für Gleichheit und Freiheit einsetzen, können niemals mit weißen Rassisten, Neonazis und dem KKK gleichgesetzt werden.“
Am 6. März 2018 wurde bekannt, dass Cohn sein Amt innerhalb der nächsten Wochen aufgeben wird. Die New York Times vermutete, dass diese Entscheidung damit zusammenhing, dass sich Trump entgegen Cohns Widerstand für die Einführung hoher Strafzölle auf Stahl- und Aluminiumimporte aus der EU entschieden hat. Am 2. April wurde er durch Larry Kudlow ersetzt.
Bob Woodward berichtet in seinem 2018 erschienenen Buch Furcht: Trump im Weißen Haus von zwei Fällen, in denen Cohn Briefentwürfe von Präsident Trumps Schreibtisch entfernte, damit der Präsident sie nicht zu Gesicht bekam. Einer der Briefe hätte ein wichtiges Handelsabkommen mit Südkorea gekündigt, der andere hätte die USA einseitig aus dem NAFTA-Handelsabkommen mit Kanada und Mexiko zurückgezogen.

## Risikokapital
Nach seinem Ausscheiden aus dem Weißen Haus wurde Cohn Berater und Risikokapitalgeber für Unternehmen in den Bereichen Cybersicherheit, Blockchain und digitaler Zahlungsverkehr. Gegenwärtig ist er im Vorstand von Spring Labs, einem Start-up-Unternehmen, das die Blockchain-Technologie zur gemeinsamen Nutzung von Verbraucherkreditdaten einsetzt, und von Hoyos Integrity, einem Unternehmen, das biometrische Blockchain-Technologie für sichere Kommunikation und mobile Zahlungen einsetzt. Cohn ist außerdem ein wichtiger Berater für Machine Zone und Abryx, ein Unternehmen für Biomaterialwissenschaften.
Bei Hoyos Integrity ist Cohn stark an der Strategie und der Einführung eines sicheren Mobiltelefons der nächsten Generation beteiligt, welches sich an Regierungs- und Unternehmenskunden richtet. Das Unternehmen plant außerdem die Einführung einer Cyberwallet – die ausgefeiltere Biometriedaten nutzt-, mit der Verbraucher Zahlungen in einer Vielzahl von Finanzmitteln, einschließlich Bitcoin, vornehmen können. Die Cyberwallet wird zudem bis zu 1 Million USD versichert sein, falls sie gehackt werden sollte, und wird den strengen KYC- (Know Your Client) und AML- (Anti Money Laundering) Vorschriften entsprechen.
Im April 2020 wurde Cohn in das Risk & Governance Advisory Board von Starling, einem Technologieunternehmen für angewandte Verhaltenswissenschaften, berufen.

## Harvard-Kennedy-School
Im Jahr 2019 war Cohn als Visiting Fellow am Institut für Politik an der Harvard Kennedy School tätig, wo er an der Seite der ehemaligen US-Senatorin Heidi Heitkamp ein Seminar über wirtschaftliche, demografische und nationale Sicherheitspolitik leitete. Cohn und Heitkamp konzentrierten sich auf strukturelle, wirtschaftliche und demographische Fragen. Zu den Stipendiaten des Instituts im Frühjahr 2019 gehörten Bürgermeister Andrew Gillum, Abgeordneter Carlos Curbelo und Bürgermeister Mitch Landrieu.
Während seiner Zeit in Harvard war Cohn der Hauptsponsor von Road to 2092: Save Social Security, dem ersten politischen Hackathon, der vom Harvard Institute of Politics organisiert wurde. An dem Wettbewerb nahmen über 250 Studenten aus 28 Universitäten teil; das Gewinnerteam präsentierte seinen Policy-Brief im US-Kapitol, dem Weißen Haus, und wurde auch auf MSNBC porträtiert.

## Philanthropie
Cohn und seine Frau sind Gründungsvorstandsmitglieder des New York University Child Study Center. Das Ehepaar finanzierte 1999 die Pevaroff-Cohn-Professur für Kinder- und Jugendpsychiatrie an der New York University School of Medicine. Cohn finanzierte auch den Gary D. Cohn Endowed Goldman Sachs Chair in Finance und das Gary D. Cohn Scholarship, beide an der American University, seiner Alma Mater.
Im Jahr 2015 finanzierte Cohn das Gary D. Cohn and Brother Robert LaVelle Endowed Scholarship zu Ehren von Bruder Robert LaVelle, der nach 35 Jahren als Leiter der Gilmour Academy, an der Cohn die High School besuchte, in den Ruhestand ging.
2009 wurde das Gebäude von Hillel International an der Kent State University in Anerkennung eines Geschenks von Cohn und seiner Frau zum Cohn Jewish Student Center umbenannt. Es ist das erste Hillel-Gebäude, das direkt auf dem Campus einer staatlichen Universität errichtet wurde.
Cohn ist ein Unterstützer von Reviving Baseball in Inner Cities und unterstützt seit 2011 die gemeinnützige Jugendentwicklungsorganisation Harlem RBI (jetzt DREAM). Damals erhielt das Harlem RBI die Gelegenheit, eine eigene Charterschule zu bauen. Mark Teixeira von den New York Yankees und der Direktor des RBI Harlem, Rich Berlin, fragten Cohn, ob er ihnen helfen könne das für den Bau der Schule erforderliche Kapital aufzubringen.  Am 17. Juni 2013 wurde Cohn bei der jährlichen Gala „Bids for Kids“ geehrt, um Spenden für das RBI Harlem zu sammeln. Cohn sagte in einem Interview, dass die RBI Harlem ein Projekt ist, das „ihm sehr am Herzen liegt.“ 2015 gewann Cohn 360.000 USD für die RBI Harlem als Gewinner des Bloomberg's Brackets for a Cause Wettbewerbs.

## Positionen
Cohn unterstützt die Trennung des Privatkundengeschäfts vom Investmentbanking gemäß dem Glass-Steagall Act. Er setzt sich für Freihandel und gegen Protektionismus ein.

## Mitgliedschaften
- Mitglied der Jewish Federation von Palm Beach County
- Mitglied des Treasury Borrowing Advisory Committees der Securities Industry and Financial Markets Association
- Vorsitzender des Advisory Boards des „Hospital for Joint Diseases“ des NYU Langone Medical Centers.[51]